# Hancock megye (Kentucky)
Hancock megye az Amerikai Egyesült Államokban, azon belül Kentucky államban található. Megyeszékhelye Hawesville, legnagyobb városa Lewisport. Lakosainak száma 9095 fő (2020. április 1.). Hancock megye Breckinridge, Ohio, Daviess, Spencer és Perry megyékkel határos.

## Népesség
A megye népességének változása:
| Lakosok száma | 8556 | 8576 | 8662 | 8687 | 8692 | 9095 |
|               | 2010 | 2011 | 2012 | 2013 | 2015 | 2020 |